# Zwota
Zwota è una frazione della città tedesca di Klingenthal, in Sassonia.